# Klubtheorie

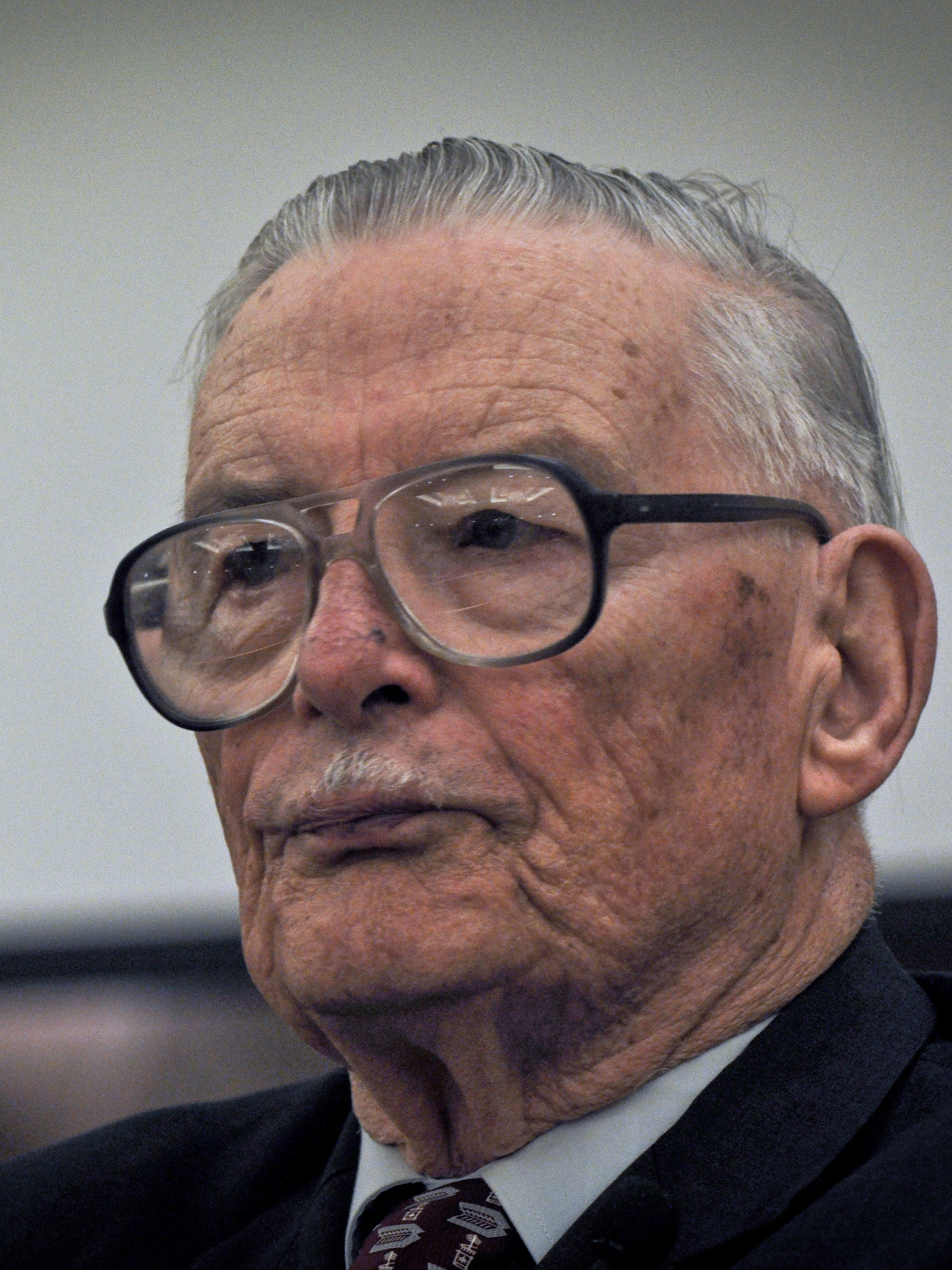
James M. Buchanan im September 2011

Die Klubtheorie (oder ökonomische Theorie des Klubs) ist in der Neuen Politischen Ökonomie eine maßgeblich von James M. Buchanan entwickelte Theorie, die sich mit der optimalen Größe von Vereinen oder ähnlichen Institutionen befasst.

## Allgemeines
Vorausgegangen waren die Arbeiten von Paul A. Samuelson und Richard Musgrave. Samuelson unterschied 1954 zwischen privaten (englisch private goods) und öffentlichen Gütern (englisch social goods) anhand des Merkmals der Ausschließbarkeit. Musgrave griff 1957 diese Einteilung Samuelsons auf und unterschied zwischen privaten Gütern, öffentlichen Gütern und meritorischen Gütern (englisch merit goods), wobei er das Merkmal der Rivalität zugrunde legte.
Buchanan schuf auf dieser Grundlage 1965 eine „Klubtheorie“ (englisch theory of clubs), in der er unter anderem der Frage nach der Größe eines Vereins und dem hiervon ausgehenden Einfluss auf öffentliche Güter nachging. Sein Aufsatz schloss eine Lücke zwischen den die Privatgüter oder öffentlichen Güter behandelnden Theorien. Einen weiteren Beitrag lieferte 1965 Mancur Olson, nach dem ökonomisch rational handelnde Wirtschaftssubjekte kein Interesse haben, sich an der Erstellung eines Kollektivguts zu beteiligen, selbst wenn sie nach Erstellung – wie alle anderen – davon einen Nutzen hätten. Nach Olson hängt es von der Größe der Gruppe ab, in welchem Umfang öffentliche Güter auch privat bereitgestellt werden.

## Inhalt
Aus der Sicht einer rational handelnden Privatperson besteht der Zweck eines Vereins (englisch club) oder einer ähnlichen Institution darin, seine Mitglieder möglichst kostengünstig mit Gütern oder Dienstleistungen zu versorgen, für welche eine Ausschließbarkeit nur von Zahlungsunwilligen vorgesehen ist. Ausschließbarkeit bedeutet, dass ein zahlender Nachfrager oder Benutzer vom Anbieter nicht von der Güternachfrage ausgeschlossen werden kann. Dabei handelt es sich um gruppenspezifische öffentliche Güter, auch Klubgüter genannt. Ein zahlendes Vereinsmitglied kann von der Nachfrage oder Nutzung eines Klubguts nicht ausgeschlossen werden.
Die Klubtheorie umfasst ferner alle Güter und Dienstleistungen, die von einem Nutzerkollektiv vom Umfang zwischen {\displaystyle 1<x<\infty } in Anspruch genommen werden, also keine perfekte Rivalität (Rivalitätsgrad: > 0 und < 1) aufweisen. Aufgenommen in den Klub werden nur homogene Bewerber, welche die gleichen Präferenzen und Entscheidungsalternativen besitzen wie die Mitglieder. Allerdings ist der Spielraum für weitere Klubmitglieder meist begrenzt.
Das einzelne Vereinsmitglied hat so lange ein Interesse an der Zunahme der Mitgliederzahl, wie sich daraus ein Zuwachs seines Nettonutzens ergibt. Ziel des Klubmitglieds ist letztlich die individuelle Nutzenmaximierung. Die optimale Größe eines Vereins ist erreicht, wenn die Grenzkosten mit dem Grenznutzen eines zusätzlichen Mitglieds identisch sind.
Olson unterscheidet zusätzlich zwischen inklusiven und exklusiven Gruppen. Inklusive Gruppen konsumieren reine öffentliche Güter, exklusive Gruppen dagegen Klubgüter. Während die inklusiven Gruppen keiner Mitgliederbegrenzung unterliegen, da öffentliche Güter wie Straßen den Mitgliedern keine Nutzenbeeinträchtigungen bringen (abgesehen von Verkehrsstaus), ist die Mitgliederzahl bei exklusiven Gruppen begrenzt, da es zu Engpässen (englisch crowding) kommen kann.

## Beispiele
Bücher sind im Regelfall ein privates Gut, bei dem der Käufer durch Erwerb eines Buchs einen anderen Käufer vom Erwerb genau dieses Buchs ausschließen kann (perfekte Rivalität; Rivalitätsgrad = 1). Für den anderen Käufer stehen aber noch weitere gleiche Bücher im Buchhandel zum Kauf zur Verfügung, bis die Auflage vergriffen ist. Im Bücherklub werden diese Bücher zum Klubgut und exklusiv nur Klubmitgliedern angeboten, Nicht-Mitglieder werden vom Angebot ausgeschlossen.
Auf diese Art sind viele Vereine organisiert, so etwa auch Sportvereine. Sie bieten ihren Mitgliedern Güter oder Dienstleistungen (beispielsweise die Ausübung einer Sportart) an. Bietet etwa ein Tennisverein seinen Mitgliedern das Tennisspiel in einer bestimmten Tennishalle an, so wird er mindestens die Hallenmiete auf jedes Vereinsmitglied als Mitgliedsbeitrag umlegen. Je mehr Mitglieder vorhanden sind, umso geringer wird der Mitgliedsbeitrag. Demnach ist die optimale Größe eines Vereins erreicht, wenn die gemietete Spielzeit in der Halle vollständig ausgebucht ist. Dann ist der Nutzen eines Mitglieds höher als seine Kosten. Kommt es jedoch zu Wartelisten, ist die kritische Masse überschritten. Die Größe des Vereins wird dann zum Problem, wenn willkommene Beitragszahler gleichzeitig auch rivalisierende Nutzer des Klubguts werden.

## Anwendung
Anwendbar ist die Klubtheorie insbesondere auf die Größe von Vereinen, Parafisci und supranationalen Organisationen. Bei letzteren ist von Bedeutung, ob sie das Prinzip universeller Mitgliedschaft (Vereinte Nationen, OSZE) oder selektiver Mitgliedschaft (EU, NATO) verfolgen. Auch die Theorie optimaler Währungsräume greift bei Währungsunionen auf die Erkenntnisse der Klubtheorie zurück.
Die Erweiterung der Europäischen Union ist unter klubtheoretischen Aspekten nur dann sinnvoll, wenn der sinkende Grenznutzen einer Expansion dazu führt, dass ab einem bestimmten Zeitpunkt (der kritischen Masse) eine Erweiterung nicht mehr vorteilhaft ist. Da nach selektiver Mitgliedschaft vorgegangen wird und politische Ziele verfolgt werden, findet das Erreichen der kritischen Masse wenig Beachtung.

## Rezeption
Auf supranationale Organisationen ist die Klubtheorie nur sehr begrenzt anwendbar, weil sie homogene Güter voraussetzt, jedoch Unionen multiple (heterogene) Güter „produzieren“. Da es jedoch dem Mitglied auf den Nutzen ankommt, werden auch multiple Güter erfasst.
Aus moderner wirtschaftswissenschaftlicher Sicht leistet die ökonomische Klubtheorie einen wichtigen Beitrag zu einer effizienten Gestaltung von Integrationsprozessen, insbesondere der Europäischen Union. Weitere klubtheoretische Einflussfaktoren wie das vorhandene Klubgüterangebot und dessen Eigenschaften, die Anzahl der unversorgten Staaten, die Kosten der Heterogenität der Klubmitglieder und Principal-Agent-Probleme bei der Klubführung erschweren die Verwirklichung optimaler Klubbedingungen.